# At leve i en tid
At leve i en tid er en dokumentarfilm fra 1989 instrueret af Thomas Stenderup efter eget manuskript.

## Handling
Om at blive gammel i Viñales, være tilfreds i Trinidad, blive gift i Havana. En dokumentarfilm om dagligliv på Cuba, 30 år efter revolutionen.